# Smotra straže
Smotra straže јe epizoda seriјala Veliki Blek obјavljena u Lunov magnus stripu #240. Epizoda јe premijerno u bivšoj Jugoslaviji objavljena u martu 1977. godine. Koštala je 8 dinara (0,54 $; 1,29 DEM). Izdavač јe bio Dnevnik iz Novog Sada. Autor naslovne strane je nepoznat.

## Poslednja epizoda EssGesse
Ovo je poslednja epizoda V. Bleka koju je crtao tročlani tim EsseGesse u kaiš-formatu (tzv. striscia), 1965. godine. Ona se nalazi u ovoj svesci na prvih 14 stranica i prvom kaišu na 15. stranici. Od drugog kaiša priču nastavlja N. del Principe (Studio del Principe).

## Prethodna i naredna epizoda Velikog Bleka
Prethodna epizoda Velikog Bleka nosila je naziv Dolina totema (LMS236), a naredna Osumnjičeni Blek (LMS244)